# Богољуб
Богољуб је српско мушко име са старословенским корјеном. Настало је од две основе - Бог и глагола љубити. Има значење - онај који љуби (воли, поштује) Бога. Слична значења имају и нека имена у другим језицима, нпр. грчом: Тимотеос, од тимао - поштовалац и Теос - Бог.